# TG Bad Soden
Die TG 1875 Bad Soden am Taunus e. V. ist ein Sportverein aus Bad Soden am Taunus, dessen Volleyball-Frauenmannschaft in der
2. Bundesliga Süd vertreten ist.

## Vereinsgeschichte
Die Turngemeinschaft wurde am 23. Mai 1875 unter Führung von Heinrich Zahn gegründet. Zum zehnjährigen Bestehen gab es 1885 ein Stiftungsfest. Die Eintragung in das Vereinsregister des Amtsgerichtes Höchst erfolgte 1902. In den Jahren 1906 und 1907 entstanden die Fußball- und die Faustballabteilung. Die sportlichen Aktivitäten wurden aufgrund des Ersten Weltkrieges von 1914 bis 1919 eingestellt. Im folgenden Jahr wurde der Sportbetrieb wieder aufgenommen, besondere Bedeutung erlangte die Jugendarbeit. Zum fünfzigjährigen Bestehen des Vereins gab es einen Festakt. 1926 gründeten die Schwimmer eine eigene Sparte. Im darauf folgenden Jahr begann das Training im neuen Schwimmbad im Altenhaimer Tal. 1929 wurde die Handballabteilung gegründet. Zwei Jahre später trat der Fußballverein 08 in die TG Bad Soden ein. 1933 wurde der Sportverein zwangsweise in den Nationalistischen Reichsbund für Leibesübungen eingegliedert und zum Kriegsende 1945 von den Alliierten aufgelöst. Nur eine Fußball- und eine Handballabteilung durften als Sportgemeinschaft bestehen bleiben. Ein Jahr später entstand eine Turnsparte, die 1952 aus der SG austrat und am 27. Mai zur durch Heinrich Boch wieder ins Leben gerufenen Turngemeinde Bad Soden wurde. Am 31. Januar des folgenden Jahres gehörten dem Sportverein 150 Mitglieder an. 1958 kamen als neue Sparten der Spielmannszug und der Kegelsport hinzu, 1960 wurde eine Hausfrauengymnastik angeboten. Vier Jahre danach gab es erste Aktivitäten in der Leichtathletik, so richtete der Sportclub die Stadtmeisterschaften aus und übernahm die Organisation der Abnahme des Sportabzeichens. Im folgenden Jahr konnten zum ersten Mal Eltern ihren Nachwuchs zum Kleinkinderturnen in der TG anmelden. 1972 gründeten die Volleyballer ihre Abteilung. Zwei Jahre danach entstand eine Badmintonsparte und die Handballer wechselten von der SG zurück zur Turngemeinde. Im Jahr des einhundertjährigen Jubiläums des Vereins stieg die Zahl der Mitglieder auf 749 an. 1983 entstand die LG Bad Soden/Neuenhain, ein Zusammenschluss der Leichtathleten der TG Bad Soden und der Turn- und Sportgemeinschaft Neuenhain. Später kam noch die TSG Sulzbach als Trägerverein hinzu. Seit 1999 wird als weitere Sportart Walking in der TG Bad Soden angeboten. 2003 gründeten Inlinehockeyspieler einen Verein, der drei Jahre später mit der TG fusionierte und seitdem als eigene Abteilung in der Turngemeinde fungiert.